# Henryk Budkowski
Henryk Budkowski (ur. 2 lutego 1879 w Mińsku Mazowieckim, zm. 14 października 1928 w Warszawie) – pułkownik kawalerii Wojska Polskiego.

## Życiorys
Urodził się w Mińsku Mazowieckim, w rodzinie Józefa i Amelii z Mianowskich. Po ukończeniu szkoły średniej w Charkowie wstąpił do Jelizawietgradzkiej Szkoły Junkrów Kawalerii w Jelizawietgradzie. Po otrzymaniu nominacji oficerskiej rozpoczął służbę w 13 Włodzimierskim pułku ułanów, który stacjonował w rodzinnym Mińsku Mazowieckim. Po pewnym czasie porzucił służbę wojskową i rozpoczął studia politechniczne. Po wybuchu I wojny światowej został zmobilizowany do armii rosyjskiej .
Był zawodowym oficerem kawalerii Armii Imperium Rosyjskiego. W stopniu rotmistrza pełnił służbę w 13 Włodzimierskiego pułku ułanów. W styczniu 1915 roku, w Puławach, został organizatorem i dowódcą 1 szwadronu ułanów. Szwadron wchodził w skład Legionu Puławskiego i był protoplastą 1 pułku ułanów krechowieckich. W marcu 1915 roku przeniósł się ze szwadronem do folwarku Krempa, położonym na terenie bitwy pod Maciejowicami. W sierpniu 1915 roku, w Brześciu, opuścił szwadron i powrócił do macierzystego 13 pułku ułanów.
Był bliskim współpracownikiem generała Józefa Hallera, z którym 3 lipca 1918 roku, na angielskim statku „City of Maresille”, wypłynął z Murmańska i po dziesięciu dniach przybył do Hawru. Odegrał poważną rolę przy organizacji kawalerii Armii Polskiej we Francji. Był także komendantem obozu w St. Quentin w Bretanii. Wiosną 1919 wrócił do Polski i wziął udział w wojnie z Ukraińcami .
29 maja 1920 roku został zatwierdzony z dniem 1 kwietnia 1920 roku w stopniu pułkownika, w kawalerii, w grupie oficerów byłej armii gen. Hallera. Był wówczas zastępcą dowódcy miasta Warszawa.
3 maja 1922 roku został zweryfikowany w stopniu pułkownika ze starszeństwem z dniem 1 czerwca 1919 roku i 10. lokatą w korpusie oficerów jazdy (od 1924 roku – kawalerii), a jego oddziałem macierzystym był 1 pułk ułanów krechowieckich. 30 grudnia 1922 roku został przydzielony z Komendy miasta Warszawy do Rezerwy Oficerów Sztabowych przy Dowództwie Okręgu Korpusu Nr IV w Łodzi. 1 marca 1924 roku, w związku z likwidacją Rezerwy Oficerów Sztabowych DOK IV, został przydzielony do macierzystego 1 puł z równoczesnym odkomenderowaniem do dyspozycji dowódcy Okręgu Korpusu Nr I, do czasu zakończenia postępowania superrewizyjnego i do dalszych zarządzeń ministra spraw wojskowych. 31 grudnia 1924 roku został mianowany dowódcą XVII Brygady Kawalerii w Hrubieszowie, pozostając oficerem nadetatowym 1 puł. 31 marca 1927 roku został mianowany członkiem Oficerskiego Trybunału Orzekającego.
Zmarł 14 października 1928 roku Szpitalu Ujazdowskim w Warszawie, w następstwie obrażeń ciała doznanych w pojedynku na rewolwery z por. Janem de Rossetem. 18 października 1928 roku został pochowany w grobie rodzinnym na Cmentarzu Powązkowskim .

## Ordery i odznaczenia
- Krzyż Niepodległości (pośmiertnie, 17 marca 1932)[16]
- Krzyż Walecznych (dwukrotnie: po raz pierwszy 1921[17])
- Kawaler Orderu Świętych Maurycego i Łazarza (Włochy)[18]
- Kawaler Orderu Legii Honorowej (Francja)[18]
- Krzyż Wojenny (Francja)[18]
- Medal Pamiątkowy Wielkiej Wojny (Francja)[18]
- Medal Zwycięstwa („Médaille Interalliée”)[18]